# Silverfisk (fisk)
Silverfisk (Argentina sphyraena) är en långsmal fiskart som beskrevs av Linnaeus, 1758. Silverfisk ingår i släktet Argentina, och familjen guldlaxfiskar. Arten är reproducerande i Sverige. Inga underarter finns listade.

## Beskrivning
Silverfisken är en långsträckt fisk med silveraktig kropp. Den påminner om den nära släktingen guldlaxen, men nosen är lika lång (eller längre) än det stora ögats diameter. Liksom guldlaxen luktar den gurka, men till skillnad från denna är bakkanten på fjällen släta, inte tandade. Längden på vuxna individer är vanligen upp till 20 cm, medan maxlängen är 35 cm.

## Vanor
Arten är en stimfisk som lever nära bottnen på kontinentalhyllorna vid ett djup mellan 50 och 500 m; i östra Medelhavet djupare, 300 till 700 m. Den livnär sig på havsborstmaskar, blötdjur, kräftdjur och fiskar. Arten kan bli åtminstone 16 år gammal.

### Fortplantning
Silverfisken blir könsmogen vid en längd mellan 12 och 13 cm. Den leker pelagiskt från vår till sommar, tidigare i Medelhavet. Ägg och yngel är pelagiska på djupt vatten.

## Utbredning
Utbredningsområdet omfattar östra Atlanten från Island och norra Norge över Färöarna, Shetlandsöarna, Brittiska öarna och Skagerack till västra Medelhavet och Västsaharas kust.

## Kommersiell användning
Silverfisken fiskas som industrifisk (fiskolja och fiskmjöl).